# Osteostraci
A classe dos osteostráceos, Osteostraci ("couraças ósseas") foi um gupo de peixes sem mandíbula de corpo couraçado, denominados "ostracodermos", que viveram no que é hoje a América do Norte, Europa e Rússia do Wenlock (Médio Siluriano) ao Devoniano Superior.